# Mito de la creación
El mito de la creación es un relato mitológico-religioso que pretende presentar el comienzo del universo, de la Tierra, de la vida y del primer humano, normalmente a través de la tesis de que tal comienzo sería posible a partir de un acto deliberado de creación realizado por una o varias deidades creadoras según las  cosmogonías de las diferentes mitologías o religiones.

## Lista de mitos de la creación

### Hindú

#### Yoruba
El dios del cielo; pidió a sus hijos que crearan un nuevo reino en el que se extendieran sus descendientes, pero por su puesto él estaba completamente seguro de lo que hacía, entonces le otorgó el nombre de un ecosistema. Siendo las primeras aguas su objetivo, por dicha cadena bajó Oduduwa, portando un puñado de tierra en sus bolsillos, una gallina de cinco dedos y una semilla.
Cuando estuvo preparado, Oduduwa arrojó el puñado de tierra sobre las aguas, formándose así su nuevo reino, Ife. Allí, la gallina rasgó el suelo y enterró la semilla, de la que creció un gran árbol de dieciséis ramas, que son los dieciséis hijos de Oduduwa, de los que descienden las dieciséis tribus yoruba.

#### Zulú
Para la etnia zulú, Unkulunkulu emergió del vacío y creó la tierra a partir de dos rocas y les pidió a sus compañeros semidioses y a los dioses que, con ayuda de las hierbas, crearan a dos seres humanos: un hombre y una mujer.

#### Egipto
Según el mito heliopolitano, en el principio del tiempo tan solo existían inmensas masas de aguas turbias cubiertas por absolutas tinieblas, una oscuridad que no era la noche, pues esta no había sido creada todavía, era el océano infinito conocido por los egipcios como el océano primordial Nun, que contenía todos los elementos del cosmos. Pero aun así no existían ni el Cielo ni la Tierra, tanto los hombres como los dioses aún no habían sido creados. No había vida ni muerte. El espíritu del mundo se hallaba disperso en un caos inmenso, hasta que, tomando conciencia se llamó a sí mismo; así nació el dios Ra el dios del Sol.
Ra estaba solo; así que decidió crear de su aliento a Shu (el viento), y de su saliva según la mitología creó a Tefnut (La humedad), y les ordenó que viviesen al otro extremo del Nun. Después Ra hizo emerger un espacio seco donde pudiese descansar; a aquel espacio seco le llamó tierra, y a la Tierra que emergió le llamó Egipto. Y como surgió de las aguas, viviría gracias a éstas; así que hizo que las aguas estuviesen en la Tierra; así nació el Río Nilo.
Ra fue creando la vegetación y los seres vivos a partir del Nun para llenar el vacío de la Tierra. Entre tanto, Shu y Tefnut tuvieron dos hijos, a los que llamaron Geb (El dios de la Tierra) y Nut (La diosa del Cielo). Geb y Nut se casaron; así, el cielo yacía sobre la tierra, copulando con él. Shu, celoso, los maldijo y los separó sosteniendo al cielo sobre su cabeza y sus hombros, y sujetando a la tierra con sus pies. Otras versiones cuentan que al estar Geb y Nut juntos el cielo y la tierra estaban unidos sin dejar espacio para la creación del dios Amón Ra, así que este le pidió a Shu que separara a sus hijos sosteniendo a Nut sobre su cabeza y sus hombros, desde aquel momento el viento yacía en medio del cielo y la tierra; aun así, Shu no pudo impedir que Nut tuviera hijas, las estrellas, así dando origen a la bóveda celeste.
Sin tener conocimiento alguno de lo ocurrido con Geb y Nut, Ra había enviado a uno de sus ojos a buscar a Shu y Tefnut para que le dijese lo ocurrido. Pero cuando el ojo regresó sin obtener lo que buscaba, otro ojo había ocupado su lugar. El primer ojo comenzó a llorar, hasta que Amón Ra lo colocó en su frente, creando así al Sol. De las lágrimas de aquel ojo que cayeron a la tierra nacieron los primeros hombres y las primeras mujeres, que poblaron la tierra de Egipto.
Todas las mañanas, Amón Ra recorría el cielo en una barca que flotaba sobre Nut, que ya cubría el cosmos dividiéndose en las aguas sobre el firmamento, y las aguas del abismo. Aquella barca de Amón Ra viajaba por el cielo transportando al Sol, iluminando así a la Tierra por un periodo de tiempo de doce horas hecho por los egipcios. Cada noche, Nut se tragaba el sol, pero este se regeneraría la mañana siguiente, y Ra continuaba su viaje por la Duat, el equivalente del Infierno egipcio, donde debía cruzar por doce puertas, una por cada hora de la noche, éstas estaban custodiadas por la serpiente enemiga de Amón Ra, Apep (o Apofis en griego), cuyo objetivo era acabar con el sol, Ho la Maat (El orden cósmico) si atravesaba la Duat, volvía a nacer de Nut el sol, y Amón Ra lo volvía a transportar por el cielo durante otras doce horas, dando origen a un nuevo día.

### América del Norte

#### Inuit
En el origen del mundo, tan solo había un hombre y una mujer, sin ningún animal. La mujer pidió a Kaila, el dios del cielo, que poblara la Tierra. Kaila le ordenó hacer un agujero en el hielo para pescar. Entonces, ella fue sacando del agujero, uno a uno, todos los animales. El caribú fue el último. Kaila le dijo que el caribú era su regalo, el más bonito que podría hacerle, porque alimentaría a su pueblo. El caribú se multiplicó y los hijos de los humanos pudieron cazarlos, comer su carne, tejer sus vestidos y confeccionar sus tiendas.
Sin embargo, los humanos siempre elegían los caribús más grandes. Un día, solo les quedaron los débiles y los enfermos, por lo que los inuits no quisieron más. La mujer se quejó entonces a Kaila. El la reenvió al hielo y ella pescó el lobo, enviado por Amarok, el espíritu del lobo, para que se comiera a los animales débiles y enfermos con el fin de mantener a los caribús con buena salud.

#### Azteca

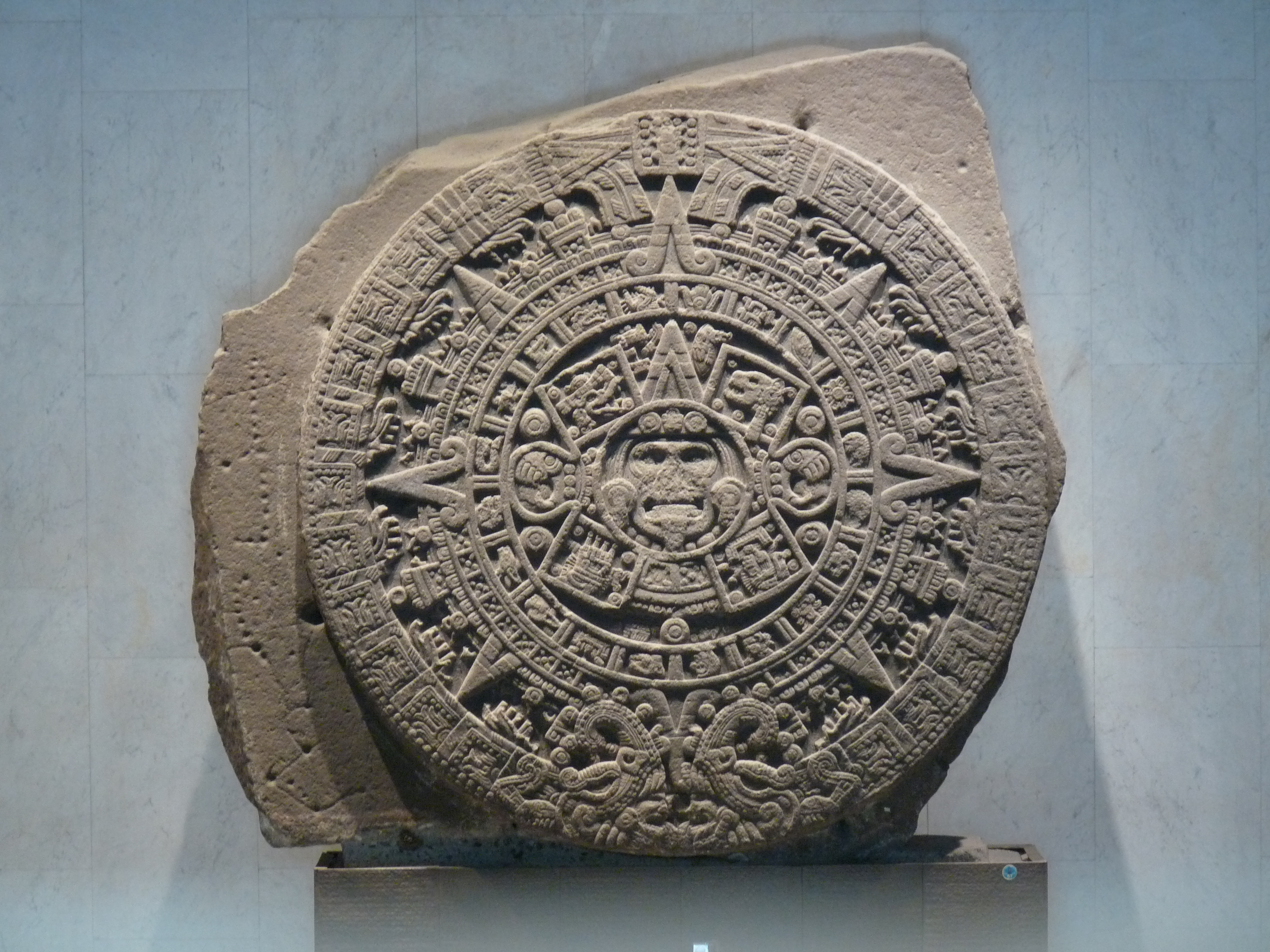
La Piedra del Sol en el Museo Nacional de Antropología de México.

Los aztecas tenían varios mitos de la creación, resultado de la integración de distintas culturas. En uno de ellos, Tezcatlipoca y Quetzalcóatl se dan cuenta de que los dioses se sienten vacíos y necesitan compañía. Por ello necesitan crear la tierra. Existía solo un inmenso mar, donde vivía el monstruo de la tierra. Para atraerlo, Tezcatlipoca ofrece su pie como carnada y el monstruo sale y se lo come. Antes de que se pueda sumergir, los dos dioses lo toman, lo estiran para dar a la tierra su forma. Sus ojos se convierten en lagunas, sus lágrimas en ríos y sus orificios en cuevas. Después de eso, le dan el don de la vegetación para confortar su dolor. Y posteriormente se dieron a la tarea de crear a los primeros hombres.
Según otro mito conocido como «La leyenda del quinto sol», en el principio, todo era negro, sin vida, muerto. Los dioses se reunieron en Teotihuacán planteándose la cuestión de quién tendría la carga de crear al mundo, para lo cual uno de ellos se tendría que arrojar a una hoguera. Dos de ellos fueron seleccionados como víctimas para tal fin.
Aunque el más fuerte y vigoroso, al momento de lanzarse a la hoguera, retrocede ante el fuego; por lo que el segundo, un pequeño dios, humilde y pobre (usado como metáfora del pueblo azteca sobre sus orígenes), se lanza sin vacilar al fuego, convirtiéndose en el Sol. Al ver esto, el primer dios, sintiendo coraje, decide arrojarse a la hoguera, convirtiéndose en la Luna.

#### Maya
El mito maya de la creación está bellamente explicado en su libro sagrado, el "Popol Vuh". En él, al principio solo existían los dioses en un estado latente sobre un mar inmóvil, y entonces hubo palabras y decidieron crear el mundo para que existiera el ser humano. Dos veces trataron de crear a la humanidad y las dos veces fallaron, llamando a dioses cada vez de menor rango para que los ayuden. La primera trataron de hacerlos con barro, pero los humanos no pudieron emerger del barro y además eran tontos y sin alma. Luego intentaron con madera, y estos humanos se movían y hablaban, pero eran perezosos y no tenían voluntad. Y finalmente crearon a los humanos con masa de maíz mezclada con la sangre de los dioses: Balam Quitzé, el segundo Balam Akab, el tercero Mahucutah y el cuarto Iqui Balam fueron los 4 hombres y después otras 4 mujeres. Así la sangre de los humanos es su alma y es el alma de los dioses, así los hombres eran uno con los dioses y a ellos debían volver.

### América del Sur

#### Inca
Los Incas tuvieron varios mitos sobre la creación. Siendo el mito de Huiracocha o Viracocha uno de los más conocidos. En dicho mito, Viracocha dio origen a todo el universo y todos sus elementos existentes. Acto seguido, él intentó crear a la primera humanidad en la Tierra. Esta primera humanidad fue concebida mediante la respiración del todopoderoso dios sobre unas piedras; no obstante, esto dio como resultado a poderosos pero poco inteligentes gigantes que negaron a Viracocha como su creador. Viracocha exterminó esta raza de gigantes con un destructivo diluvio (algunas variantes del mito establecen que Viracocha creó a la humanidad como la conocemos a partir de las piedras más pequeñas y/o remanentes de aquellos gigantes que se rehusaron en reconocer a su creador).
Otra versión de este mito menciona que, el primer intento de creación de la humanidad fue concebido antes de la creación de los astros por Viracocha (a excepción de la Tierra). A raíz de lo anterior, el mundo estaba vacío e inmerso en una profunda oscuridad (la vida aún no estaba presente en la Tierra). En esta ocasión, el resultado fue el nacimiento de criaturas conocidas como Ñawpa Machus (los gentiles). Estos eran altos y bastante delgados. Sin embargo, eran seres sumamente fuertes y violentos unos contra los otros. A manera de castigo por las transgresiones de esta primera humanidad, Viracocha procede a crear al Sol, el cual irradiando su luz extermina a dichos seres.
Generalmente, los pueblos de los Andes centrales entendían los orígenes de cada pueblo de manera aislada como apariciones divinas a partir de algún hecho natural conocido como pacarina. El origen del hombre recae sustancialmente en los dos hijos del Sol, Manco Cápac y Mama Ocllo, quienes salieron del lago Titicaca y dieron origen a los incas del Cuzco, que ―de acuerdo con la leyenda de los hermanos Ayar― creían que su pueblo había surgido del cerro de Tamputoco.

#### Mapuche
Antes de la actual humanidad vivían otros hombres. Un día, la serpiente marina Kai Kai Vilú decidió exterminarlos ahogándolos con el agua del mar. La serpiente buena Treng Treng Vilú se compadeció de los humanos y los condujo a las montañas para salvarlos, así mismo hizo crecer el tamaño de estas a medida que Kai Kai hacía crecer el mar. El duelo entre estos dos espíritus fue largo y significó la muerte de muchos hombres, a quienes Treng Treng los convirtió en aves, peces y lobos marinos. Solo un puñado de hombres sobrevivió (los antepasados de los mapuches) y tras hacer un Nguillatún o ceremonia lograron aplacar a Kai Kai y luego poblar la tierra. Sin embargo, ante sus maldades Treng Treng les envió erupciones de volcanes, que los obligaron a vivir en territorios más seguros donde no están expuestos a los maremotos que les envía Kai Kai o las erupciones de Treng un amigo o Dios de ellos como cualquier cosa en el mundo.

### Europa

#### Grecia clásica
Los «mitos de origen» o «mitos de creación» representan un intento por hacer comprensible el universo en términos humanos y explicar el origen del mundo.
El relato más ampliamente aceptado del comienzo de las cosas tal como lo recoge la Teogonía de Hesíodo empieza con el Caos, un profundo vacío. De este emergió Gea (la Tierra) y algunos otros seres divinos primordiales: Eros (Amor), el Abismo (el Tártaro) y el Érebo.
Sin ayuda masculina, Gea dio a luz a Urano (el Cielo), que entonces la fertilizó. De esta unión nacieron, primero, los Titanes (Océano, Ceo, Crío, Hiperión, Jápeto, Tea, Rea, Temis, Mnemósine, Febe, Tetis y Cronos), luego los Cíclopes y los Hecatónquiros o Centimanos. Cronos («el más joven, de mente retorcida, el más terrible de los hijos [de Gea]») castró a su padre y se convirtió en el gobernante de los titanes con su hermana y esposa Rea como consorte y los otros Titanes como su corte. Este tema de conflicto padre-hijo se repitió cuando Cronos se enfrentó con su hijo, Zeus, que persuadido por su madre le desafió a una guerra por el trono de los dioses. Al final, con la ayuda de los Cíclopes (a quienes liberó del Tártaro), Zeus y sus hermanos lograron la victoria, condenando a Cronos y los Titanes a prisión en el Tártaro.
El pensamiento griego antiguo sobre poesía consideraba la teogonía como el género poético prototípico ―el mythos prototípico― y le atribuían poderes casi mágicos. Orfeo, el poeta arquetípico, era también el arquetipo de cantante de teogonías, que usaba para calmar mares y tormentas en las Argonáuticas de Apolonio, y para conmover los pétreos corazones de los dioses del inframundo en su descenso al Hades. Cuando Hermes inventa la lira en el Himno homérico a Hermes, lo primero que hace es cantar el nacimiento de los dioses.
La Teogonía de Hesíodo no es solo el relato sobre los dioses conservado más completo, sino también el relato conservado más completo de la función arcaica de los poetas, con su larga invocación preliminar a las Musas. La teogonía fue también el tema de muchos poemas hoy perdidos, incluyendo los atribuidos a Orfeo, Museo, Epiménides, Abaris y otros legendarios profetas, que se usaban en rituales privados de purificación y en ritos mistéricos. Hay indicios de que Platón estaba familiarizado con alguna versión de la teogonía órfica.
Unos pocos fragmentos de estas obras se conservan en citas de filósofos neoplatónicos y fragmentos de papiro recientemente desenterrados. Uno de estos fragmentos, el papiro de Derveni, demuestra actualmente que al menos en el siglo V a. C. existía un poema teogónico-cosmogónico de Orfeo. Este poema intentaba superar a la Teogonía de Hesíodo y la genealogía de los dioses se ampliaba con Nix (la Noche) como un comienzo definitivo antes de Urano, Cronos y Zeus.
Los primeros cosmólogos reaccionaron contra, o a veces se basaron en, las concepciones míticas populares que habían existido en el mundo griego por algún tiempo. Algunas de estas concepciones populares pueden ser deducidas de la poesía de Homero y Hesíodo. En Homero, la Tierra era vista como un disco plano flotando en el río de Océano y dominado por un cielo semiesférico con sol, luna y estrellas. El Sol (Helios) cruzaba los cielos como auriga y navegaba alrededor de la Tierra en una copa dorada por la noche. Podían dirigirse oraciones y prestar juramento por el sol, la tierra, el cielo, los ríos y los vientos. Las fisuras naturales se consideraban popularmente entradas a la morada subterránea de Hades, hogar de los muertos.

#### Países nórdicos
En el principio, estaba el mundo de la niebla 
Niflheim, y el mundo de fuego Muspelheim, y entre ellos estaba el Ginnungagap, un «hueco profundo», en donde nada vivía. En Niflheim había una fuente de aguas heladas, llamado Hvergelmir (‘caldero rugiente’), que borboteaba, y aquello que caía, lo hacía en Ginnungagap. Al tomar contacto con el vacío se transformaba en hielo, hasta, que al final, el hielo terminó llenándolo. Las ascuas de Muspelheim caían sobre el hielo, creando grandes nubes de vapor de agua, que al llegar otra vez a Niflheim, creaban un bloque de hielo, en uno de los cuales estaba un gigante primitivo, Ymir y una vaca gigante, Auðumbla de la cual se alimentaba Ymir bebiendo su leche. Esta lamió el hielo, creando el primer dios, Buri, que fue padre de Bor, quien a su vez fue padre de los primeros Æsir, Odín, y sus hermanos Vili y Ve. Ymir era un hermafrodita y sus piernas copularon entre sí, creando la raza de los gigantes solo. Luego los hijos de Bor; Odín, Vili, y Ve; asesinaron a Ymir y de su cuerpo crearon el mundo.
Los dioses regulaban el paso de los días y las noches, así como las estaciones. Los primeros seres humanos fueron Ask (ash, fresno) y Embla (elm, olmo), que fueron tallados de madera y traídos a la vida y dados atributos humanos por Odín junto a sus hermanos Vili, y Ve según Gylfaginning o junto a Hœnir y Lóðurr según Völuspá. Sól es la diosa del sol, una hija de Mundilfari, y esposa de Glen. Todos los días, cabalga a través de los cielos en su carro, tirada por dos caballos llamados Alsvid y Arvak. Este pasaje es conocido como Alfrodull, que significa «gloria de elfos», un kenning común para sol. Sól es cazada durante el día por Sköll, un lobo que quiere devorarla. Los eclipses solares significan que Skoll casi la atrapó. Está destinado que Skoll, finalmente, va a atrapar y devorar a Sól; sin embargo será reemplazada por su hermana. La hermana de Sol, la luna, Máni, es cazada por Hati, otro lobo. La tierra está protegida del calor total del sol por Svalin, quien se encuentra entre el sol y ella. En la creencia nórdica, el sol no daba luz, que en cambio emanaba de las melenas de Alsvid y Arvak.
En Völuspá, la völva describe el gran fresno Yggdrasil y a las tres nornas (símbolos femeninos del destino inexorable; sus nombres; Urðr (Urd), Verðandi (Verdandi), y Skuld; se relacionan el pasado, presente y futuro), quienes giraban los hilos del destino bajo él.

### Asia Oriental

#### China
Una característica única de la cultura china es la relativamente tardía aparición en la literatura de los mitos sobre la creación, que lo hacen tras la fundación del confucionismo, el taoísmo y las religiones populares. Las historias tienen varias versiones, a veces contradictorias entre sí. Por ejemplo, la creación de los primeros seres es atribuida a Shangdi, Tian (el cielo), Nüwa, Pangu o el emperador de Jade.
En todo el Extremo Oriente y Oceanía, existía un dualismo cosmológico oponiéndose dos panes, por una parte la luz, el sol y el fuego, por otra parte la oscuridad, la luna y el agua. Generalmente, un pájaro representaba al primer principio. En China, se trataba de un cuervo. El pájaro solar es uno de los temas privilegiados de la dinastía Shang, la primera dinastía china cuya existencia se certifica por medio de la arqueología. Una serpiente, como un animal acuático, representaba al segundo principio. La madre de Shun ―uno de los soberanos míticos de China―, pertenecía al clan de la serpiente, y su padre pertenecía al clan del pájaro. Por lo tanto, Shun era resultante de la unión de los dos principios. Este mito ilustra también el totemismo de la antigua sociedad china, según el cual cada clan tenía un animal antepasado, así como la exogamia, que exigía que los esposos fueran provenientes de clanes diferentes.
Xiè era el antepasado de Shang y su madre se llamaba Jiandi. Un día, fue a bañarse con sus sirvientes en el río de la colina oscura. Un pájaro negro (probablemente una golondrina o un cuervo) pasó llevando un huevo multicolor en su pico. Lo dejó caer. Jiandi lo tomó y lo puso en su boca, pero por descuido lo tragó. Tras esto, concibió a Xie. En este relato, se trata de una forma particular de la unión de los dos principios cósmicos, puesto que este mito hace intervenir por una parte al agua y a la oscuridad, y por otra parte un pájaro.
Shangdi, aparece en la literatura hacia el 700 a. C. o antes (la fecha depende de la datación del Shujing, el clásico de la historia). Shangdi parece tener los atributos de una persona, pero no se le identifica como creador hasta la dinastía Han.
La aparición de Tian, el Cielo, en la literatura presenta el mismo problema que Shangdi, dependiendo también de la fecha del Shujing. Las cualidades del Cielo y de Shangdi parecen unirse en la literatura posterior hasta ser adorados como una sola entidad, por ejemplo en el Templo del Cielo de Pekín. La identificación de los límites entre uno y otro, todavía no ha sido resuelta.
Nüwa aparece en torno al año 350 a. C. Su compañero es Fuxi y a veces se los adora como los ancestros últimos de la humanidad.
Pangu aparece en la literatura no antes del año 200 de nuestra era. Fue el primer creador. Al comienzo solo había un caos sin forma del que surgió un huevo de 18 000 años. Cuando las fuerzas yin y yang estaban equilibradas, Pangu salió del huevo y tomó la tarea de crear el mundo. Dividió el yin y el yang con su hacha. El yin, pesado, se hundió para formar la tierra, mientras que el yang se elevó para formar los cielos. Pangu permaneció entre ambos elevando el cielo durante 18 000 años, tras los cuales descansó. De su respiración surgió el viento, de su voz el trueno, del ojo izquierdo el Sol y del derecho la Luna. Su cuerpo se transformó en las montañas, su sangre en los ríos, sus músculos en las tierra fértiles, el vello de su cara en las estrellas y la Vía Láctea. Su pelo dio origen a los bosques, sus huesos a los minerales de valor, la médula a los diamantes sagrados. Su sudor cayó en forma de lluvia y las pequeñas criaturas que poblaban su cuerpo (pulgas en algunas versiones), llevadas por el viento, se convirtieron en los seres humanos.
El emperador de Jade aparece en la literatura después del establecimiento del taoísmo. También se le representa como Yuanshi Tianzun o como Huangtian Shangdi.

#### Japón
Los primeros dioses convocaron dos criaturas divinas a la existencia, el macho Izanagi y la hembra Izanami, y les encargaron la creación de la primera tierra. Para ayudarles a realizar esto, se les dio a Izanagi y Izanami una lanza decorada con joyas, llamada Amenonuhoko (lanza de los cielos). Entonces, las dos deidades fueron al puente entre el Cielo y la Tierra, Amenoukihashi (puente flotante de los cielos) y agitaron el océano con la lanza. Cuando las gotas de agua salada cayeron de la punta de la lanza, formaron la isla Onogoro (autoformada).
Ellos descendieron del puente de los cielos e hicieron su casa en la isla. Ellos desearon unirse y así construyeron un pilar llamado Amenomihashira y alrededor de él levantaron un palacio llamado Yahirodono (la habitación cuya área es de 8 brazos). Izanagi e Izanami giraron alrededor del pilar en direcciones opuestas y cuando se encontraron, Izanami, la deidad femenina, habló primero con un saludo. Izanagi pensó que esta no era la manera apropiada, sin embargo se unieron de todos modos. Tuvieron dos hijos, Hiruko (infante del agua) y Awashima (isla de burbujas) pero fueron mal hechos y no se consideraron dioses.
Ellos pusieron a los niños en un bote y los embarcaron al mar, entonces les pidieron a los otros dioses una respuesta sobre lo que hicieron mal. Ellos respondieron que el dios masculino debió haber iniciado la conversación durante la ceremonia de unión. Así que Izanagi e Izanami se dirigieron alrededor del pilar una vez más, y esta vez, cuando se encontraron, Izanagi habló primero y su matrimonio fue entonces exitoso.
De esta unión nacieron el Ohoyashima (las ocho grandes islas de la cadena japonesa):
- Awaji
- Iyo (posteriormente Shikoku).
- Ogi
- Tsukushi (posteriormente Kyushu).
- Iki
- Tsushima
- Sado y
- Yamato (posteriormente Honshu).[12]

Nótese que en los tiempos antiguos, Hokkaidō, Chishima y Okinawa no formaban parte de Japón.
Ellos crearon seis islas más y muchas deidades. Sin embargo, Izanami murió al dar a luz al infante Kagututi (encarnación del fuego) o Ho-Masubi (causante del fuego). Ella fue enterrada en el monte Hiba, en la frontera de las viejas provincias de Izumo y Hōki, cerca de Yasugi en la prefectura de Shimane. Sumido en cólera, Izanagi mató a Kagututi. Su muerte también creó docenas de deidades.
Los dioses nacidos de Izanagi e Izanami son simbólicos sobre aspectos importantes de la naturaleza y la cultura, pero ellos son muchos para ser mencionados aquí.

### India

#### Budismo
En el budismo el universo o concepto de mundo nunca tuvo origen, pero tampoco tiene fin, los budistas creen en que el mundo siempre ha existido. El budismo en sí mismo ignora lo referido al origen de la vida. Buda, al referirse al origen de la vida, dijo: «Pensar acerca del (origen) del mundo, oh monjes, es un impensable que no debería ser pensado; pensando en esto, uno experimentaría aflicción y locura. Estos cuatro impensables, oh monjes, no deberían ser pensados; pensando en estos, uno experimentaría aflicción y locura». Respecto a ignorar la pregunta del origen de la vida, Buda dijo: «¿Y por qué no hablo sobre esto? Porque no tiene relación con el objetivo, no es algo fundamental para la vida santa. No conduce al desencanto, la falta de pasión, la cesación, la calma, conocimiento directo, el despertar, la libertad. Es por eso que no hablo de ello». Buda también compara la pregunta del origen de la vida ―así como otras preguntas metafísicas― con la parábola de la flecha envenenada: un hombre es alcanzado por una flecha envenenada pero, antes de que el médico se la extraiga, él quiere saber quién le ha disparado (analogía con la existencia de Dios), de dónde vino la flecha (o sea, de dónde vino el universo y Dios), por qué esa persona le disparó (por qué Dios creó el universo), etc. Si el hombre sigue preguntando esas cosas antes de que le extraigan la flecha, el Buda razona que morirá antes de obtener la respuesta. El budismo se preocupa menos de responder a preguntas como el origen de la vida y más del objetivo de salvarse a sí mismo y a otras personas del sufrimiento mediante la llegada al nirvana. Sin embargo el Kalachakra tantra, una escritura del budismo tibetano, lidia con la formación y funcionamiento de la realidad. Los budistas modernos como el dalái lama tratan de no entrar en conflicto entre el budismo y la ciencia y consideran que son maneras complementarias de entender el mundo que nos rodea.
En el Digha Nikaia hay una historia sobre el comienzo del ciclo actual del mundo. En el sutra 27 del Aggañña sutra y Buda la usa para explicar el sistema de castas y mostrar por qué una casta no es realmente mejor que otra. De acuerdo con Richard Gombrich, hay fuertes evidencias de que este sutra fue concebido como una sátira contra creencias preexistentes.
De acuerdo con ese texto, en un momento del tiempo el mundo se contrajo. Cuando se expandió de nuevo, los seres se reencarnaron en él. Todo es agua y oscuridad pero el comienzo es luminoso. Después la tierra se forma en la superficie del agua. Las personas comienzan a comerla porque es sabrosa. Haciendo esto, sin embargo, su propia luz desaparece y el Sol, la Luna, los días y las noches comienzan a existir. Las personas continúan comiendo la tierra. Después degeneran y aparecen las personas feas y las hermosas. Esto hace que los hermosos se vuelvan arrogantes y que la tierra sabrosa desaparezca. La degeneración continúa: aparecen entonces hermosas setas para comer. La degeneración continúa: la gente se vuelve tosca y arrogante y las setas son reemplazadas por plantas y después por arroz listo para comer. La gente continúa volviéndose tosca. Empiezan a volverse varones o mujeres. El sexo es mal visto así que las personas construyen refugios para ser discretos. El próximo paso es cuando la gente comienza a recoger arroz para varias comidas al mismo tiempo. Entonces la calidad del arroz comienza a deteriorarse y no vuelve a crecer inmediatamente. Después la gente crea los campos de arroz con límites. Esto origina la aparición del robo. Para combatir el crimen, ofrecen pagar arroz a uno de ellos para que sea su líder. Al final aparecen todas las castas originarias del mismo tipo de personas.
Algunos estudiosos han señalado que la principal intención de este texto es para satirizar y desacreditar las reivindicaciones brahmínicas sobre la naturaleza divina del sistema de castas, demostrando que no es sino una convención humana.
El texto budista Agama-sutra, dice que existe un proceso recíproco, o de coevolución, en donde todas las cosas intervienen en una red de causalidad bidireccional. Una expansión produce la siguiente contracción, donde reina el caos, seguido de una expansión donde reina el orden y así sigue interminablemente.
El mundo es infinito e increado, sus elementos básicos son el alma, la materia, el tiempo y el espacio, y los principios de movimiento y reposo.
El universo es concebido como una figura humana, y el conjunto está envuelto en tres atmósferas, llamadas Vata-valayas (escudos de viento), el centro del universo es atravesado por la región de las almas móviles, donde moran todos los seres vivos: dioses, demonios hombres, mujeres, animales y plantas, en el punto más bajo está el séptimo infierno. En el punto más alto están 16 cielos y 14 regiones celestiales y más allá del universo (Lokakasa) hay un lugar en forma de media luna (Siddhasila) en donde residen las almas liberadas después de abandonar sus cuerpos materiales.
Nuestra humanidad surgió de otra humanidad previa que cayó del estado espiritual en el que habitaba y pasó al material. El Agama-sutra sostiene que los dos sexos se desarrollaron simultáneamente.
El deseo mal llevado atrae calamidades, y crea la rueda del karma, que provoca las reencarnaciones hasta que se termina en un maha yuga que termina con el colapso del Universo sobre sí mismo, volviendo al vacío total.

#### Hinduismo

##### El dios despedazado
La leyenda más antigua está contenida en el himno «Púrusha sukta» (del Rig-veda, el texto más antiguo de la India, de mediados del II milenio a. C.).
Describe la creación del universo a partir de los remanentes de un gigantesco dios primigenio llamado Púrusha en una época muy antigua en que se realizaban púrusha medha (‘sacrificios humanos’).

##### El huevo cósmico
Se desconoce cuándo los sacrificios humanos fueron reemplazados por sacrificios de animales.
Posteriormente a la aparición del budismo (siglo VI a. C.) con su ajimsá (‘no violencia’) también desaparecieron los sacrificios de animales y aparecieron nuevas leyendas que contradecían la leyenda original.
El universo emanó de un huevo cósmico Hiranyagarbha (‘útero de oro’). Del huevo nació Prayapati. (Este Prajapati más tarde ―en la época puránica― fue identificado como el demiurgo Brahmá).

##### La flor de loto de Brahmá
Los Puranás (compuestos en el primer milenio de la era vulgar) presentan varios procesos de creación.
Primero, en un rincón del infinito universo espiritual existe un «océano de causa [material]».
Allí está acostada la más grande de las múltiples formas del dios Visnú: Mahavisnú.
De su cuerpo emanan los universos (a veces se mejora este mito con la idea moderna de que cada molécula del aire que respira es un universo finito).
Cada universo esférico está lleno de líquido hasta la mitad. Sobre ese océano está acostada otra forma de Visnú, llamada Garbhodakasai Visnú (‘el Visnú acostado [sayi] en el océano [udaka] de causa [karana]’), acostado sobre la serpiente divina Ananta Shesha. En su ombligo se forma un lago, y sobre ese lago nace una flor de loto. Cuando la flor se abre, de ella nace el dios Brahmá.
Brahmá con su mente crea el mundo plano (la Tierra) y todos los lokas (‘locales’ o ‘lugares’, planetas y estrellas visibles e invisibles en el cielo, donde viven los dioses y otros seres).
El intervalo de «altura» de los planetas desde la Tierra es siempre el mismo (1,3 millones de km).
Su orden de cercanía a la Tierra es:
1. Sol (1,3 millones de km).
2. Luna (2,6 millones de km).
3. todas las estrellas (5,2 millones de km).
4. Venus (7,8 millones de km).
5. Mercurio (10,4 millones de km).
6. Marte (13 millones de km).
7. Júpiter (15,6 millones de km).
8. Saturno (18,2 millones de km).
9. Los Siete Rishis u Osa Mayor (32,4 millones de km). En realidad las estrellas de esta constelación están a diferentes distancias entre sí, entre 274 000 000 y 5 193 000 000 millones de km de la Tierra. En la constelación no hay 7 rishis sino 35.

### Judaísmo y cristianismo

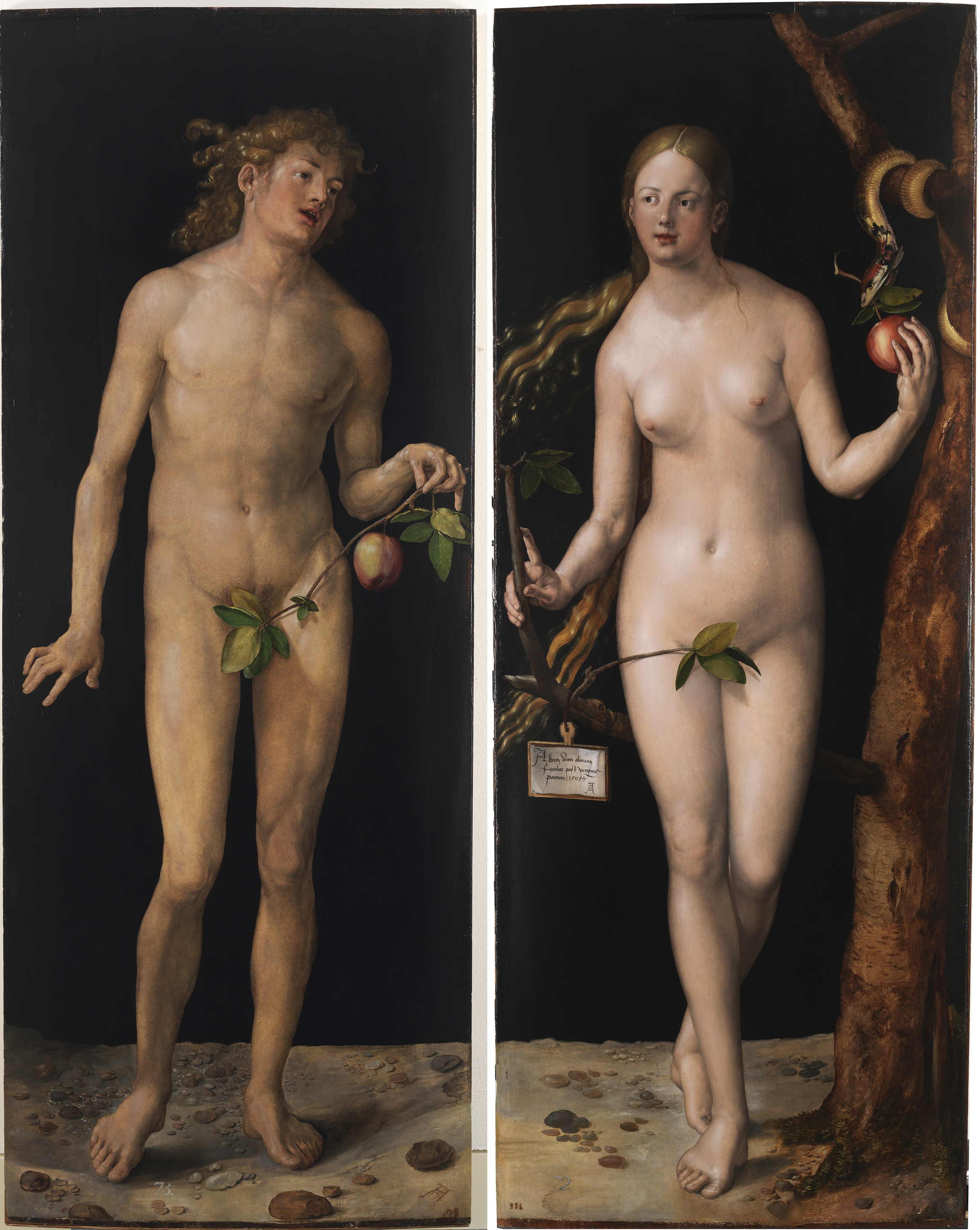
Albrecht Dürer - Adam and Eve (Prado) 2

En el libro del Génesis se relata cómo Dios, "en el principio creó los cielos y la tierra", aunque no aporta más detalles sobre la creación del universo. Después preparó la tierra para ser habitada en un periodo de 6 días creativos, periodos de tiempo de duración desconocida, en los cuales la tierra fue apta para la vida. En el sexto día, fueron creados todos los animales salvajes de la tierra y como su última creación, Dios formó al primer hombre Adán del suelo y procedió a soplar en su nariz el aliento de vida, y lo estableció en el jardín del Edén; luego creó a Eva a partir de una costilla de Adán; la caída de ambos en desgracia por comer del fruto del árbol del conocimiento del bien y del mal; la historia de sus dos primeros hijos
Caín y Abel; la aparición de tribus y razas y el desarrollo de los pueblos; la historia de la Torre de Babel; Dios castiga a la humanidad por sus pecados con un diluvio universal (salvando a Noé y a una pareja de cada especie animal).

### Mesopotamia
El universo apareció por primera vez cuando Nammu, un abismo sin forma, se abrió a sí mismo y en un acto de autoprocreación dio nacimiento a An (dios del cielo), y a Ki (diosa de la Tierra), referidos comúnmente como Ninhursag.
La unión de An y Ki produjo a Enlil, el señor del viento, quien finalmente se convirtió en el líder de los dioses. Después del destierro de Enlil de Dilmun (el hogar de los dioses) debido a la violación de Ninlil tenían un niño, Sin (dios de la Luna), también conocido como Nannar.
Sin y Ningal dieron a luz a Inanna (diosa del amor y de la guerra) y a Utu o Shamash (dios del Sol). Durante el destierro de Enlil, él engendró tres deidades del inframundo junto con Ninlil, el más notable de ellos fue Nergal.
Nammu también dio a luz a Enki o Abzu, dios del abismo acuático. Enki también controló el Me, los decretos sagrados que gobernaron las cosas básicas tales como la física y las cosas complejas tales como el orden y leyes sociales. Esto considera el origen de la mayoría del mundo.
Cierto mito mesopotámico afirma que el hombre creció de la tierra como una planta.

### Sureste asiático

#### Filipinas
Debido a los intensos intercambios culturales que se prolongan durante milenios, muchas de las mitologías de una variedad de grupos étnicos en Filipinas tienen similitudes, de una forma u otra. Algunos ejemplos son: (1) los mitos de la creación del pueblo bicolano y los pueblos de Visayan, cuyos nombres de deidades son diferentes pero las actividades registradas en sus mitos de creación son extremadamente similares; (2) la presencia de deidades llamadas Mayari / Malayari / Apûng Malyari, que prevalece en las mitologías Tagalog, Kapampangan, y Sambal; (3) la presencia de deidades lunares, llamadas Bulan en las mitologías Hiligaynon, Karay-a, Cebuano y Bicolano, y deidades serpiente llamadas Bakunawa en las mitologías Hiligaynon, Karay-a, Cebuano y Bicolano (4) presencia de monstruos devoradores de luna llamados Tambanokano en las mitologías Mandaya y Manobo, donde el Mandaya Tambanokano se representa como un cangrejo, mientras que el Manobo Tambanokano se representa como una tarántula o escorpión, según el subgrupo étnico; [cita requerida] (5) la presencia de deidades enemigas llamadas Gugurang y Asuang en la mitología de Bicolano y Agurang y Aswang en la mitología de Hiligaynon. y (6) la presencia de deidades llamadas Kabunian en las mitologías de los pueblos Ibaloi o Bontoc.
A pesar de ser contrapartes étnicas, las deidades, los héroes y las criaturas son completamente diferentes entre sí, y sus historias deben respetarse tal como son y no mezclarse en una sola narrativa. También cabe señalar que cada historia étnica tiene una variedad de versiones. En muchos casos, las historias varían de un pueblo a otro o de un pueblo a otro, a pesar de que los pueblos de las áreas especificadas pertenecen al mismo grupo étnico. 
Un chamán Bontoc que realiza un ritual sagrado de velatorio con una silla de muerte.
Filipinas está formada por más de 7000 islas, pero están divididas en tres regiones insulares principales. Estas regiones son: Luzón, Visayas y Mindanao (que se subdivide aquí en Norte y Sur). Ha habido intentos de referir cada región a mitologías precoloniales específicas, sin embargo, la diferencia en las mitologías y sistemas de creencias no es por región, sino por grupos étnicos, donde algunos grupos étnicos tienen influencia en solo unos pocos pueblos, mientras que otros tienen influencia -influencias regionales que abarcan varias provincias. Budismo e hinduismo en Filipinas influye en la cultura y los mitos de la gente de las tres principales regiones insulares. No existe una mitología unificada entre las tres regiones, debido a una amplia gama de culturas diversas que continúan floreciendo de manera distinta en las islas. Estos mitos se transmitieron oralmente, lo que significa que incluso los mitos dentro de la misma región tendrán algún grado de cambio.

### Religiones modernas

#### Mormonismo
Los miembros de La Iglesia de Jesucristo de los Santos de los Últimos Días (comúnmente conocidos como mormones) tienen su propia interpretación del mito del Génesis; ellos creen que la realidad física (espacio, materia y energía) es eterna y por lo tanto no tiene origen. El Creador es un arquitecto y organizador de la materia preexistente. Además de la organización premortal de la tierra a partir de materia existente, Joseph Smith dice que no existe la materia inmaterial. Todo espíritu es materia, pero es más fina o pura, y solo puede ser vista por los ojos más puros; nosotros no podemos verla; pero cuando los cuerpos se purifican podemos ver que es todo materia.
Por otro lado, las escrituras de los Santos de los Últimos Días incluyen dos mitos de la creación: el primero encontrado en el Libro de Moisés (que se encuentra en La perla de gran precio), es una ampliación del mito del Génesis pero poniendo énfasis en la noción de «creación espiritual» (Libro de Moisés 4:5 y ss.) según la cual la creación durante una semana y las descripciones del Edén se fusionan en una narración más larga; el segundo se encuentra en el Libro de Abraham (también dentro de La perla de gran precio), hace énfasis en el rol de un consejo divino antes de la creación de la Tierra (Libro de Abraham 3-5).

#### Cienciología
Según el escritor estadounidense de ciencia ficción, Ron Hubbard ―fundador de la doctrina de la dianética―, Xenu (también Xemu) era el dictador de la Confederación Galáctica, que hace 75 millones de años trajo miles de millones de personas a la Tierra en naves espaciales parecidas a aviones DC-8. Seguidamente, los desembarcó alrededor de volcanes y los aniquiló con bombas de hidrógeno. Sus almas se juntaron en grupos y se pegaron a los cuerpos de los vivos, y aún siguen creando caos y estragos.
Los cienciólogos conocen a esta leyenda como «El Incidente II», y las memorias traumáticas se asocian a estos como la «Pared de Fuego» o «La implantación de R6». La historia de Xenu es una pequeña parte de la gran gama de creencias de la cienciología sobre civilizaciones extraterrestres y sus intervenciones en acontecimientos terrenales, en conjunto descritos como una obra de ciencia ficción sobre los viajes en el espacio por L. Ron Hubbard, el fundador de la cienciología.
Hubbard reveló detalladamente esta historia a los integrantes del nivel OT III en 1967. En la historia de Xenu se dio la introducción del empleo del volcán como un símbolo común de la cienciología y la dianética, que persiste hasta nuestros días.
Las críticas a la cienciología a menudo utilizan la historia de Xenu en contra suya. La cienciología ha tratado infructuosamente de mantener confidencial la historia de Xenu. Los críticos demandan que la revelación de la historia es de interés público, considerando el alto precio exigido para alcanzar el nivel OT III. La cienciología solo enseña esta doctrina a los miembros que han contribuido con grandes cantidades de dinero a la organización.
La cienciología evita hacer mención de Xenu en declaraciones públicas y ha hecho un esfuerzo considerable a mantener la confidencialidad, incluyendo acciones legales basadas en los derechos de propiedad intelectual y en el secreto comercial. A pesar de esto, mucho material sobre Xenu se ha filtrado al público.